# Калао смугастодзьобий
Калао смугастодзьобий (Rhyticeros undulatus) — вид птахів родини птахів-носорогів (Bucerotidae).

## Поширення
Вид поширений у Південно-Східній Азії від південного Бутану, Бангладеш і північно-східної Індії на схід до Камбоджі, Лаосу і В'єтнаму, а також на південь через Малайзію і Таїланд до Індонезії (Суматра, Борнео, Ява, Балі і кілька прилеглих островів). Мешкає у великих вічнозелених первинних лісах.

## Опис
Птах досягає довжини тіла від 75 до 85 см і тому є одним з найбільших птахів-носорогів. У самця розмір дзьоба в середньому становить 20,2 см, а у самиці він трохи менший, в середньому 16,2 см. Верхівка і потилиця самця червонувато-коричневого кольору. Обличчя, лоб і передня частина шиї мають різний колір від білого до кремового. Оперення і крила чорні. Верхня частина тіла має чітко виражені металеві зелені відблиски. Кермове пір'я біле без слідів чорного. Дзьоб блідо-жовтий з темно-коричнево-помаранчевою основою. Шолом має ряд неглибоких поперечних борозен. Гола шкіра навколо ока червона, повіки рожеві. Голий горловий мішок особливо великий, жовтого кольору з синьо-чорною смугою. Очі червоного кольору з вузьким блідо-жовтим кільцем. Ноги і стопи оливково-сірі. Дорослі самиці менші за самців і мають чорні голови і шиї. Шкіра навколо ока тілесного кольору, горловий мішок блакитний і, як і у самця, має чорно-блакитну смугу посередині. Очі темно-карі з вузьким блакитним обідком.